# Acanthaspis petax
O inseto-assassino (Acanthaspis petax), é um heteróptero, ou percevejo, da família Reduviidae cuja principal característica é sugar o sangue e a carne das suas vítimas. 
É um inseto nativo da Malásia, medindo cerca de um centímetro de comprimento.
Este inseto alimenta-se de vísceras de insetos, principalmente formigas. Uma vez que as suas presas são esvaziadas do seu conteúdo, ele fixa as suas carcaças (exoesqueleto) nas suas costas, e move-se com 10 a 20 cadáveres nas costas em permanência. Este tipo de armadura natural permite-lhe intimidar os seus inimigos ou de criar uma diversão em caso de ataque, enquanto foge, e deixa esses corpos ao predador.